# Nákle
Nákle je malá vesnice a část obce Klešice v okrese Chrudim. Nachází se asi dva kilometry západně od Klešic. Prochází zde silnice II/342. Nákle leží v katastrálním území Klešice o výměře 4,66 km².

## Historie
První písemná zmínka o vesnici pochází z roku 1789.